# Œuvres de Will
Cette page recense la bibliographie de Willy Maltaite, dit Will, par ordre chronologique. Sont ici énumérées uniquement ses bandes dessinées, qu'il soit dessinateur ou scénariste.

## 1950-1959
- Le Mystère du Bambochal, Ménestrel, 1950
Scénario et dessin : Will
- Tif et Tondu : Le Trésor d'Alaric, Dupuis, Marcinelle, 1954
Scénario : Luc Bermar - Dessin : Will
- Tif et Tondu : Tif et Tondu en Amérique centrale[1], Dupuis, Marcinelle, 1956
Scénario : Fernand Dineur - Dessin : Will
- 2 Tif et Tondu 2 : Le Trésor d'Alaric, Dupuis, Marcinelle, 1954
Scénario : Luc Bermar - Dessin : Will
- 3 Tif et Tondu 3 : Oscar et ses mystères, Dupuis, Marcinelle, 1956
Scénario : Albert Desprechins - Dessin : Will
- 4 Tif et Tondu 4 : Tif et Tondu contre la main blanche, Dupuis, Marcinelle, 1956
Scénario : Maurice Rosy - Dessin : Will
- 5 Tif et Tondu 5 : Le Retour de Choc, Dupuis, Marcinelle, 1958
Scénario : Maurice Rosy - Dessin : Will
- 6 Tif et Tondu 6 : Passez muscade, Dupuis, Marcinelle, 1958
Scénario : Maurice Rosy - Dessin : Will
- 7 Tif et Tondu 7 : Plein Gaz, Dupuis, Marcinelle, 1959
Scénario : Maurice Rosy - Dessin : Will
- 10 Spirou et Fantasio 10 : Les Pirates du silence[2], Dupuis, Marcinelle, 1959
Scénario : Maurice Rosy, André Franquin - Dessin : André Franquin, Will -  (ISBN 2800100125)

## 1960-1969
- 1 Benoît Brisefer 1 : Les Taxis rouges, Dupuis, Marcinelle, 1962
Scénario : Peyo - Dessin : Peyo, Will
- 2 Benoît Brisefer 2 : Madame Adolphine, Dupuis, Marcinelle, 1965
Scénario : Peyo - Dessin : Peyo, Will
- 8 Tif et Tondu 8 : La Villa du Long-Cri, Dupuis, Marcinelle, 1966
Scénario : Maurice Rosy - Dessin : Will
- Joyeuses Pâques pour mon petit Noël, Collection du Carrousel no 3, Dupuis, Marcinelle, 1966
Scénario et couleurs : Will - Dessin : André Franquin, Will
- 9 Tif et Tondu 9 : Choc au Louvre, Dupuis, Marcinelle, 1966
Scénario : Maurice Rosy - Dessin : Will
- Les Étranges amis de Noël, Collection du Carrousel no 5, Dupuis, Marcinelle, 1966
Scénario : Will - Dessin : André Franquin
- Antonin et le Petit Cirque, Collection du Carrousel no 11, Dupuis, Marcinelle, 1967
Scénario : Charles Degotte - Dessin : Will
- 10 Tif et Tondu 10 : Les Flèches de nulle part, Dupuis, Marcinelle, 1967
Scénario : Maurice Rosy - Dessin : Will
- 11 Tif et Tondu 11 : La Poupée ridicule, Dupuis, Marcinelle, 1968
Scénario : Maurice Rosy - Dessin : Will
- Antoine et l'anneau magique, Collection du Carrousel no 23, Dupuis, Marcinelle, 1968
Scénario : Charles Degotte - Dessin : Will
- 12 Tif et Tondu 12 : Le Réveil de Toar, Dupuis, Marcinelle, 1968
Scénario : Maurice Rosy - Dessin : Will
- 13 Tif et Tondu 13 : Le Grand Combat, Dupuis, Marcinelle, 1968
Scénario : Maurice Rosy - Dessin : Will
- 14 Tif et Tondu 14 : La Matière verte, Dupuis, Marcinelle, 1969
Scénario : Maurice Rosy - Dessin : Will
- 15 Tif et Tondu 15 : Tif rebondit, Dupuis, Marcinelle, 1969
Scénario : Maurice Rosy - Dessin : Will

## 1970-1979
- 16 Tif et Tondu 16 : L’Ombre sans corps, Dupuis, Marcinelle, 1970
Scénario : Maurice Tillieux - Dessin : Will
- 17 Tif et Tondu 17 : Tif et Tondu contre le Cobra, Dupuis, Marcinelle, 1971
Scénario : Maurice Tillieux - Dessin : Will
- 18 Tif et Tondu 18 : Le Roc maudit, Dupuis, Marcinelle, 1972
Scénario : Maurice Tillieux - Dessin : Will
- 1 Isabelle 1 : Le Tableau enchanté, Dupuis, Marcinelle, janvier 1972
Scénario : Yvan Delporte, Raymond Macherot - Dessin : Will
- 19 Tif et Tondu 19 : Sorti des abîmes, Dupuis, Marcinelle, 1972
Scénario : Maurice Tillieux - Dessin : Will
- 20 Tif et Tondu 20 : Les Ressuscités, Dupuis, Marcinelle, 1973
Scénario : Maurice Tillieux - Dessin : Will
- 2 Isabelle 2 : Isabelle et le capitaine, Dupuis, Marcinelle, janvier 1973
Scénario : Yvan Delporte, Raymond Macherot, Will - Dessin : Will
- 21 Tif et Tondu 21 : Le Scaphandrier mort, Dupuis, Marcinelle, 1974
Scénario : Maurice Tillieux - Dessin : Will
- 22 Tif et Tondu 22 : Un plan démoniaque, Dupuis, Marcinelle, 1975
Scénario : Maurice Tillieux - Dessin : Will
- 23 Tif et Tondu 23 : Tif et Tondu à New York, Dupuis, Marcinelle, 1975
Scénario : Maurice Tillieux - Dessin : Will
- 24 Tif et Tondu 24 : Aventure birmane, Dupuis, Marcinelle, 1976
Scénario : Maurice Tillieux - Dessin : Will
- 1 Éric et Artimon 1 : Toute la gomme, Albin Michel, octobre 1976
Scénario : Vicq - Dessin : Will
- 25 Tif et Tondu 25 : Le Retour de la bête, Dupuis, Marcinelle, 1977
Scénario : Maurice Tillieux - Dessin : Will
- 26 Tif et Tondu 26 : Le Gouffre interdit, Dupuis, Marcinelle, 1978
Scénario : Stephen Desberg, Maurice Tillieux - Dessin : Will
- 3 Isabelle 3 : Les Maléfices de l’oncle Hermès, Dupuis, Marcinelle, juillet 1978
Scénario : Yvan Delporte, André Franquin, Raymond Macherot - Dessin : Will
- 27 Tif et Tondu 27 : Les Passe-montagnes, Dupuis, Marcinelle, 1979
Scénario : Maurice Tillieux - Dessin : Will
- 4 Isabelle 4 : L’Astragale de Cassiopée, Dupuis, Marcinelle, avril 1979
Scénario : André Franquin - Dessin : Will

## 1980-1989
- 28 Tif et Tondu 28 : Métamorphoses, Dupuis, Marcinelle, 1980
Scénario : Stephen Desberg - Dessin : Will - Couleurs : Vittorio Leonardo
- 5 Isabelle 5 : Un empire de dix arpents, Dupuis, Marcinelle, juin 1980
Scénario : André Franquin - Dessin : Will
- 29 Tif et Tondu 29 : Le Sanctuaire oublié, Dupuis, Marcinelle, 1981
Scénario : Stephen Desberg - Dessin : Will - Couleurs : Vittorio Leonardo
- 6 Isabelle 6 : L’Étang des sorciers, Dupuis, Marcinelle, octobre 1981
Scénario : André Franquin - Dessin : Will
- 30 Tif et Tondu 30 : Échecs et mat, Dupuis, Marcinelle, 1982
Scénario : Stephen Desberg - Dessin : Will - Couleurs : Vittorio Leonardo
- 31 Tif et Tondu 31 : Swastika, Dupuis, Marcinelle, 1983
Scénario : Stephen Desberg - Dessin : Will - Couleurs : Vittorio Leonardo
- 2 Éric et Artimon 2 : Le Tyran en acier chromé, Magic Strip, 1983
Scénario : Vicq - Dessin : Will
- 32 Tif et Tondu 32 : Traitement de Choc, Dupuis, Marcinelle, 1984
Scénario : Stephen Desberg - Dessin : Will - Couleurs : Vittorio Leonardo
- 10 Natacha 10 : L’Île d'outre-monde, Dupuis, Marcinelle, 1984
Scénario : Marc Wasterlain - Dessin : François Walthéry, Will
- 1 Tif et Tondu 1 : La Villa "Sans-Souci", Dupuis, Marcinelle, 1985
Scénario : Fernand Dineur - Dessin : Will
- 33 Tif et Tondu 33 : Choc 235, Dupuis, Marcinelle, 1985
Scénario : Stephen Desberg - Dessin : Will - Couleurs : Vittorio Leonardo
- 34 Tif et Tondu 34 : Le Fantôme du samouraï, Dupuis, Marcinelle, 1986
Scénario : Maurice Rosy - Dessin : Will - Couleurs : Vittorio Leonardo
- Le Voyage de Monsieur Gulliver, Attitude plus, Paris, 1986
Scénario et dessin : Will
- 7 Isabelle 7 : L’Envoûtement du Népenthès, Dupuis, Marcinelle, août 1986
Scénario : André Franquin - Dessin : Will
- 35 Tif et Tondu 35 : Dans les griffes de la main blanche, Dupuis, Marcinelle, 1986
Scénario : Stephen Desberg - Dessin : Will - Couleurs : Vittorio Leonardo
- 36 Tif et Tondu 36 : Magdalena, Dupuis, Marcinelle, 1987
Scénario : Stephen Desberg - Dessin : Will - Couleurs : Vittorio Leonardo
- 37 Tif et Tondu 37 : Les Phalanges de Jeanne d’Arc, Dupuis, Marcinelle, 1988
Scénario : Stephen Desberg - Dessin : Will - Couleurs : Vittorio Leonardo
- 38 Tif et Tondu 38 : La Tentation du bien, Dupuis, Marcinelle, 1989
Scénario : Stephen Desberg - Dessin : Will - Couleurs : Vittorio Leonardo
- Le Jardin des désirs, Dupuis, Marcinelle, mars 1989
Scénario : Stephen Desberg - Dessin et couleurs : Will

## 1990-1999
- La 27e Lettre, Dupuis, Marcinelle, juin 1990
Scénario : Stephen Desberg - Dessin et couleurs : Will
- 39 Tif et Tondu 39 : Coups durs, Dupuis, Marcinelle, 1991
Scénario : Stephen Desberg, Denis Lapière - Dessin : Will - Couleurs : Vittorio Leonardo
- 8 Isabelle 8 : La Lune gibbeuse, Dupuis, Marcinelle, juin 1991
Scénario : Yvan Delporte - Dessin : Will
- 9 Isabelle 9 : La Traboule de la Géhenne, Dupuis, Marcinelle, avril 1992
Scénario : Yvan Delporte - Dessin : Will
- 10 Isabelle 10 : Le Sortilège des gâtines, Dupuis, Marcinelle, janvier 1993
Scénario : Yvan Delporte - Dessin : Will
- L'Appel de l'enfer, P&T Production, décembre 1993
Scénario : Stephen Desberg - Dessin et couleurs : Will
- 11 Isabelle 11 : Le Grand Bonbon, Dupuis, Marcinelle, mai 1994
Scénario : Yvan Delporte - Dessin : Will
- 12 Isabelle 12 : Les Abraxas pernicieux, Dupuis, Marcinelle, mai 1995
Scénario : Yvan Delporte - Dessin : Will - Couleurs : Vittorio Leonardo
- Collection privée, Concerto, 1995

## 2000-2009
- L'Arbre des deux printemps, Le Lombard, décembre 2000
Scénario : Rudi Miel - Dessin : Batem, Colman, Dany (dessinateur), Derib, Fournier, Frank, Franz, Geerts, Hardy, Hausman, Hermann, Le Gall, Loisel, Maltaite, Mézières, Plessix, Roba, Walthéry, Wasterlain, Will

## 2010-2019
- Le jardin des couleurs, Dupuis et Champaka, Marcinelle et Bruxelles, mai 2012
Scénario : - - Dessin et couleurs : Will
- Will dans Spirou 1963-1997, Dupuis, Marcinelle, novembre 2012
Scénario : Divers - Dessin et couleurs : Will